# 26 май
26 май е 146-ият ден в годината според григорианския календар (147-и през високосна). Остават 219 дни до края на годината.

## Събития
- 17 г. – Германик празнува триумф за победите си над всички германски племена на запад от река Елба.
- 1293 г. – При земетресение в Камакура (Япония) загиват около 30 хил. души.
- 1521 г. – Мартин Лутер е изгонен от пределите на Свещената Римска империя на немската нация.
- 1538 г. – Жан Калвин и последователите му са изселени от Женева и през следващите 3 години Калвин пребивава в Страсбург.
- 1647 г. – В Хартфорд (Кънектикът) е извършена първата в Америка екзекуция на жена, призната за вещица.
- 1770 г. – В Гърция избухва първото въстание за независимост от Османската империя, завършило с трагичен неуспех.
- 1805 г. – В Милано Наполеон I Бонапарт е коронован за крал на Италия.
- 1868 г. – Извършена е последната публична екзекуция в Англия – ирландският националист Майкъл Барет е обесен заради бомбен атентат в Лондон.
- 1869 г. – Щатът Масачузетс учредява Бостънския университет.
- 1876 г. – След неуспеха на Априлското въстание Панайот Волов се отправя за Румъния и при опит да премине буйните води на р. Янтра се удавя.
- 1879 г. – Открит е Върховният касационен съд на България.
- 1879 г. – С договор между Русия и Великобритания е създадена държавата Афганистан.
- 1880 г. – С княжески указ окръжията в Княжество България са разделени на околии.
- 1894 г. – Емануел Ласкер става вторият световен шампион по шахмат.
- 1896 г. – В Москва се състои коронацията на последния руски император Николай II.
- 1896 г. – Публикувано е първото издание на промишления индекс Дау Джонс.
- 1908 г. – В Югозападна Персия са открити първите залежи на нефт, които много скоро след това са обявени за собственост на Великобритания.
- 1918 г. – С разпадането на Руската империя е създадена Демократична република Грузия.
- 1924 г. – Извършен е първият полет на екперименталния самолет АНТ-2.
- 1938 г. – В град Волфсбург (Германия) Адолф Хитлер поставя първия камък на завода на Фолксваген.
- 1942 г. – Британският външен министър Антъни Идън и съветският Вячеслав Молотов подписван съюзен договор за война срещу нацистка Германия и нейните съюзници в Европа и договор за сътрудничество и взаимна помощ след войната.

- 1966 г. – Британска Гвиана придобива независимост и става Кооперативна република Гвиана.
- 1970 г. – Извършен е първият редовен полет на съветския свръхзвуков самолет Ту-144.
- 1972 г. – Подписан е договор между СССР и САЩ – САЛТ 1, за ограничаване на стратегическите нападателни оръжия и договор за ограничаване на системите за противоракетна отбрана (ПРО).
- 1977 г. – Американецът Джон Уилиг прави първото успешно катерене по южната кула на Световния търговски център в Ню Йорк.

- 1983 г. – При силно земетресение (7,7 по Скалата на Рихтер) в Япония, последвано от цунами, загиват 104 души, а хиляди са ранени.
- 1986 г. – Европейската общност приема Европейското знаме.
- 1986 г. – Открита е първата експозиция на Националния музей в Габрово, създаден на 1 януари 1974 г., който се помещава в сградата на Априлската гимназия.
- 1991 г. – Звиад Гамсахурдия става първият демократично избран президент на Грузия.
- 1991 г. – Самолетът при полет 004 на „Лауда Еър“ се разпада във въздуха и се разбива в националния парк Фу Тай в Тайланд и убива всички 223 души на борда.
- 2001 г. – По инициатива на бившия президент на България Жельо Желев в София е създаден Балкански политически клуб, в който участват бивши и настоящи балкански политици.
- 2002 г. – Завършва посещението на папа Йоан Павел II в България.
- 2002 г. – Алваро Урибе е избран за президент на Колумбия.
- 2006 г. – При земетресение на остров Ява загиват 5700 души, а почти 200 хил. остават без дом.

## Родени
- 1478 г. – Климент VII, римски папа († 1534 г.)
- 1566 г. – Мехмед III, султан на Османската империя († 1603 г.)
- 1594 г. – Олимпия Майдалкини, италианска благородничка († 1657 г.)
- 1602 г. – Филип дьо Шампан, френско-фламандски бароков художник († 1674)
- 1650 г. – Джон Чърчил, Херцог Марлборо, английски военачалник († 1722 г.)
- 1667 г. – Абраам дьо Моавр, френски математик († 1754 г.)
- 1689 г. – Мери Монтегю, английска писателка († 1762 г.)
- 1826 г. – Елизавета Михайловна, херцогиня Нассау († 1845 г.)
- 1877 г. – Айседора Дънкан, американска танцьорка († 1927 г.)
- 1878 г. – Горазд II, чешки светец († 1942 г.)
- 1885 г. – Николай Лилиев, български поет († 1960 г.)
- 1886 г. – Павел Блонски, съветски психолог († 1941 г.)
- 1888 г. – Никола Трайков, български дипломат и учен († 1963 г.)
- 1896 г. – Христо Лилков, български военен деец и политик († 1971 г.)
- 1900 г. – Яким Якимов, български учен († 1965 г.)
- 1904 г. – Неджип Фазъл Късакюрек, турски поет († 1983 г.)
- 1907 г. – Джон Уейн, американски актьор († 1979 г.)
- 1909 г. – Мат Бъзби, шотландски футболист († 1994 г.)
- 1910 г. – Лорънс Рокфелер, американски финансист († 2004 г.)
- 1912 г. – Янош Кадар, министър-председател на Унгария († 1989 г.)
- 1922 г. – Стефан Груев, български журналист, писател и общественик († 2006 г.)
- 1923 г. – Хари Джонсън, канадски икономист († 1977 г.)
- 1926 г. – Майлс Дейвис, американски джаз музикант († 1991 г.)
- 1931 г. – Илия Буржев, български поет († 2008 г.)
- 1932 г. – Григор Вачков, български актьор († 1980 г.)
- 1935 г. – Алан Чумак, руски журналист и екстрасенс († 2017 г.)
- 1939 г. – Климент Денчев, български актьор († 2009 г.)
- 1946 г. – Нешка Робева, българска гимнастичка и треньорка
- 1949 г. – Уорд Кънингам, американски програмист, създател на Уикипедия
- 1951 г. – Мухамед Фарис, сирийски военен летец († 2024 г.)
- 1951 г. – Рамон Калдерон, испански адвокат, президент на Реал Мадрид (2006 – 2009)
- 1951 г. – Сали Райд, американска астронавтка († 2012 г.)
- 1954 г. – Ерих Хакл, австрийски писател
- 1956 г. – Андреас Брандхорст, германски писател
- 1958 г. – Виктор Шейман, министър на вътрешните работи на Беларус
- 1964 г. – Лени Кравиц, американски рок музикант и продуцент
- 1966 г. – Хелена Бонам Картър, английска актриса
- 1968 г. – Фредерик X, крал на Дания
- 1977 г. – Лука Тони, италиански футболист
- 1978 г. – Бенджи Грегъри, американски актьор
- 1978 г. – Небойша Йеленкович, сръбско-български футболист
- 1979 г. – Ашли Масаро, професионален кечист и фотомодел
- 1981 г. – Ирини Меркури, гръцка певица
- 1981 г. – Исаак Слейд, американски рок певец (Дъ Фрей)
- 1987 г. – Григор Григоров, български шахматист

## Починали
- 946 г. – Едмънд I, крал на Англия (* 921 г.)
- 1421 г. – Мехмед I, султан на Османската империя (* 1382 г.)
- 1512 г. – Баязид II, султан на Османската империя (* 1447 г.)
- 1870 г. – Йохан Хайнрих Блазиус, германски зоолог (* 1809 г.)
- 1876 г. – Георги Икономов, български революционер (* 1846 г.)
- 1876 г. – Панайот Волов, български революционер (* 1850 г.)
- 1876 г. – Франтишек Палацки, чешки историк (* 1798 г.)
- 1883 г. – Абд ал-Кадир, емир на Алжир (* 1808 г.)
- 1902 г. – Атанас Петров, български революционер (* неизв.)
- 1905 г. – Стоимен Баничански, български революционер (* неизв.)
- 1917 г. – Борис Дрангов, български офицер и военен педагог (* 1872 г.)
- 1918 г. – Иван Йончев, български поет (* 1884 г.)
- 1922 г. – Ернест Солвей, белгийски химик (* 1838 г.)
- 1924 г. – Виктор Хърбърт, ирландски композитор (* 1859 г.)
- 1925 г. – Георги Шейтанов, български анархист и антифашист (* 1896 г.)
- 1939 г. – Богомил Андреев, български режисьор и актьор (* 1891 г.)
- 1943 г. – Исадор Кориат, американски психиатър (* 1875 г.)
- 1951 г. – Линкълн Елсуърт, американски полярен изследовател (* 1880 г.)
- 1955 г. – Алберто Аскари, италиански пилот от Формула 1 (* 1918 г.)
- 1964 г. – Христо Калайджиев, български революционер (* 1886 г.)
- 1967 г. – Гидеон Столбери, шведски шахматист (* 1908 г.)
- 1976 г. – Мартин Хайдегер, германски философ (* 1889 г.)
- 1989 г. – Дон Реви, английски футболист и треньор (* 1927 г.)
- 1993 г. – Цола Драгойчева, български политик от БКП (* 1898 г.)
- 1995 г. – Борис Велчев, български политик (* 1914 г.)
- 1995 г. – Фриц Фреленг, американски аниматор (* 1906 г.)
- 2004 г. – Николай Черних, руски астроном (* 1931 г.)
- 2008 г. – Сидни Полак, американски режисьор, актьор и продуцент (* 1934 г.)
- 2009 г. – Дорис Мюрингер, австрийска поетеса (* 1920 г.)
- 2010 г. – Лео Канелс, нидерландски футболист (* 1933 г.)
- 2013 г. – Джак Ванс, американски писател (* 1916 г.)
- 2017 г. – Збигнев Бжежински, американски политолог (* 1928 г.)
- 2022 г. – Рей Лиота, американски актьор (* 1954 г.)

## Празници
- Австралия – Национален ден за прошка
- Гвиана – Ден на независимостта (от Великобритания, 1966 г.)
- Грузия – Ден на независимостта (от Русия, 1918 г.) и Ден на републиката (1918 г.) – национален празник
- Дания – Рожден ден на престолонаследника (принц Фредерик Датски, 1968 г.)
- Полша – Ден на майката
- Православна църква – свети апостол Карп, свети Августин Кентърбърийски, свети мъченик Георги Софийски Най-нови